# Francisco Oliva García
Francisco Oliva García (Màlaga, 1946), és un polític socialista andalús, actual director de les Escoles d'Hoteleria de La Cónsula i la Fonda.
Francisco Oliva està llicenciat en Dret i és substitut d'advocat de l'estat en matèria d'atur.
En 1975 es va afiliar al PSOE i a la UGT, va ser secretari tècnic de la Consergeria d'Interior de la Junta d'Andalusia (1978) i primer tinent d'alcalde a l'Ajuntament de Màlaga (1979). A les eleccions generals espanyoles de 1982 és escollit diputat per Màlaga, càrrec que ocuparia fins a les eleccions europees de 1987 quan fou elegit diputat al Parlament Europeu, escó que va revalidar a les eleccions europees de 1989. A Brussel·les, va ocupar la vicepresidència de la Delegació per a les relacions amb els països del Magrib (1987-1989). En 1990, Manuel Chaves el nomenà conseller de Treball, càrrec que ocuparia fins a 1993. Va ser diputat al parlament d'Andalusia (1994-1996) i en 1999 va ser candidat del PSOE a l'alcaldia de Màlaga, encara que perdria davant la popular Celia Villalobos.
En 2008, va rebre el premi Blanco White per haver estat eurodiputat andalús.